# Anindilyakwa
Anindilyakwa (též Amamalya Ayakwa, Enindhilyakwa nebo Enindhilyagwa) je australský domorodý jazyk, jedná se o tradiční jazyk kmene Anindilyakwů, kteří žijí na dvou ostrovech v Carpentarském zálivu (ostrovy Groote Eylandt a Bickerton Island), které administrativně patří k Severnímu teritoriu.
Podle průzkumu z roku 2016 byl počet mluvčích jazyka 1486, což je nárůst od roku 2006, kdy jich bylo jen 1283.

## Zařazení jazyka
Do jaké jazykové rodiny zařadit jazyk anindilyakwa není zcela jasné (jedná se o neklasifikovaný jazyk). Někteří lingvisté tento jazyk spojují s makro-gunwinyguanskými jazyky. Tuto jazykovou skupinu někteří lingvisté zařazují do velké jazykové rodiny makro-pama-nyunganských jazyků, kam by patřila většina australských domorodých jazyků, nicméně tato teorie je značně kontroverzní.
Několik slov bylo také přejato z makasarštiny, protože se na ostrově kvůli obchodu stavovali Makasarové z Indonésie.

## Gramatika
Z gramatického hlediska je jazyk anindilyakwa velmi zajímavý a unikátní. Jako jeden z mála jazyků na světě má 5 gramatických rodů, mužský určený pro lidi, mužský, ženský, neživotný a neživotný pro lesklé věci.
I systém číslovek je netypický, využívá totiž pětkovou soustavu. Číslovky vyšší než 5 se ovšem v poslední době velmi často nahrazují číslovkami anglickými.
Pro zájmena má jazyk 5 gramatických čísel: jednotné, ženské dvojné, mužské dvojné, trojné a množné.
Gramatické jevy jsou určovány koncovkami.

## Ochrana jazyka
O ochranu jazyka se stará organizace Groote Eylandt Language Centre (GELC), která sídlí ve vesnici Angurugu na ostrově Groote Eylandt, s pobočkami ve vesnici Umbakumba a na ostrově Bickerton Island. Tato organizace uchovává mnoho záznamů jazyka, zároveň se věnuje jeho výzkumů a překladů. Tato organizace vydala mj. anglicko-anindilyakwský slovník.
Do roku 2006 existovala také křesťanská organizace Groote Eylandt Linguistics, která přeložila do jazyka část Bible.
V roce 2019 Australská královská mincovna nechala k příležitosti Mezinárodního dne domorodých jazyků vyrazit padesáticentovou minci, se slovem „peníze“ ve čtrnácti australských domorodých jazycích. Zahrnut byl i jazyk anindilyakwa se slovem „awarnda“.

## Anindilyakwa v populární kultuře
Někteří domorodí hudebníci a kapely jazyk anindilyakwa používají ve své tvorbě. Oceňované filmy Bakala (2017, režie Nikolas Lachajczak) a Anija (2011, režie David Hansen) jsou natočené právě v jazyce anindilyakwa.

## Ukázka
Základní číslovky
| 1  | Awilyaba               | 11 | Ememberrkwa awilyaba         |
| 2  | Ambilyuma              | 12 | Ememberrkwa ambilyuma        |
| 3  | Abiyakarbiya           | 13 | Ememberrkwa abiyakarbiyia    |
| 4  | Abiyarbuwa             | 14 | Ememberrkwa abiyarbuwa       |
| 5  | Amangbala              | 15 | Amaburrkwakbala              |
| 6  | Amangbala awilyaba     | 16 | Amaburrkwakbala awilyaba     |
| 7  | Amangbala ambilyuma    | 17 | Amaburrkwakbala ambilyuma    |
| 8  | Amangbala abiyakarbiya | 18 | Amaburrkwakbala abiyakarbiya |
| 9  | Amangbala abiyarbuwa   | 19 | Amaburrkwakbala abiyarbuwa   |
| 10 | Ememberrkwa            | 20 | Wurrakiriyabulangwa          |